# Л-6 (клас яхт)
Л-6 — радянський і російський національний клас вітрильних крейсерських яхт виробництва Ленінградської експериментальної судноверфі ВЦРПС. Були спроектовані в 1958—1962 рр., виготовлялися з 1963 року. В даний час яхти експлуатуються в Росії, Україні, Естонії, Латвії, Болгарії та Фінляндії.

## Конструкція
Основні технічні параметри:
- Тип корпусу: кільовий, класичний.
- Тип парусного озброєння: бермудський шлюп 3/4.
- Довжина, max: 12,35 м.
- Довжина по ватерлінії: 8,75 м.
- Ширина, max: 2,75 м.
- Висота надводного борту: 0,80 м.
- Осадка: 1,80 м.
- Водотоннажність: 6,50 — 7,50 т.
- Площа парусів: 70,0 м².

Корпус яхти має класичну форму з довгими носовим і кормовим звисами. Фальшкіль чавунний вагою близько 3 тонн. Набір корпусу дубовий, клеєний. Шпангоути дубові гнуті клеєні. Обшивка з соснових рейок. На деяких яхтах для обшивки корпусу застосовувалися канадський кедр або червоне дерево:
- Палуба: фанерна на цільних соснових бімсах. Посилені бімси, зазвичай, клеєні.
- Надбудова: зазвичай, з ясена. На деяких яхтах — з дуба.
- Кокпіт: самовідливний.
- Щогла і гік: соснові клеєні.
- Гоночний екіпаж: 6 — 8 осіб.